# Palais Gabrielli-Borromeo
Le palais Gabrielli-Borromeo (mieux connu sous le nom de Collegio bellarmino), est une ancienne résidence palaciale devenue scolasticat jésuite, à Rome. Situé via del Seminario, entre la Piazza Sant'Ignazio et le Panthéon, dans le quartier du Champ de Mars il se trouve à proximité de la via del Corso, de l'ancien Collège romain (aujourd'hui lycée d'État) et de l'université pontificale grégorienne.

## Histoire
Le palais d'origine fut édifié par la famille des Gabrielli, comtes de Gubbio. Le bâtiment fut ensuite racheté, restauré et réaménagé par le cardinal Vitaliano Borromeo (1720-1793), qui en fit don à la Compagnie de Jésus. 

Sous le nom de Collegio bellarmino il sert aujourd'hui de scolasticat et résidence internationale de jésuites prêtres faisant leurs études - deuxième ou troisième cycle - à l'Université pontificale grégorienne ou dans une des universités pontificales de Rome. 

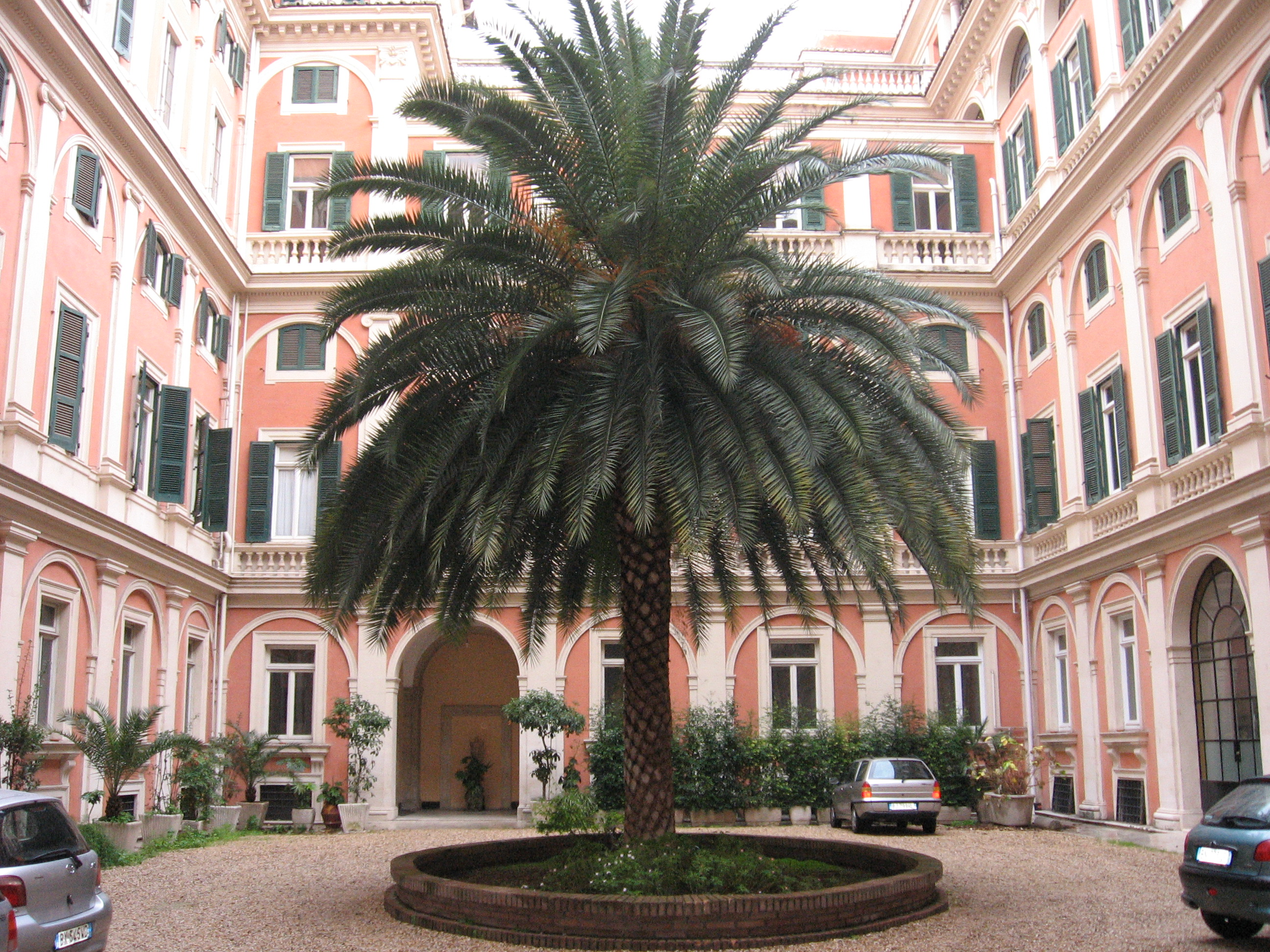